# Frank Sheeran
Francis Joseph Sheeran (25 de octubre de 1920 – 14 de diciembre de 2003), más conocido como Frank "el irlandés" Sheeran, fue un sindicalista estadounidense acusado de haber estado involucrado con la familia criminal Bufalino.
Como oficial de alto rango en la Hermandad internacional de camioneros (International Brotherhood of Teamsters - IBT), Sheeran tuvo un papel central en la corrupción que el crimen organizado cometía dentro del sindicato. En un proceso judicial iniciado tras la implementación de la Ley RICO, el gobierno de Estados Unidos nombró a Sheeran como uno de los únicos dos miembros no italianos de la Comisión de La Cosa Nostra, junto a figuras como Anthony "Tony Pro" Provenzano y Anthony "Gordo Tony" Salerno. Poco antes de su muerte, Sheeran afirmó haber asesinado al dirigente sindical Jimmy Hoffa en 1975. El autor Charles Brandt detalló lo que Sheeran le dijo sobre Hoffa en el libro biográfico, I Heard You Paint Houses (2004), traducido al español como El irlandés. Tras ser publicadas, las confesiones de Sheeran recibieron una amplia corroboración independiente, detallada en 71 páginas de documentación adicional que fue añadida al libro. El Dr. Michael Baden, un exjefe examinador médico de la ciudad de Nueva York, escribió: «La confesión de que Sheeran mató a Hoffa en la manera descrita en el libro es consistente con la evidencia forense, es totalmente creíble, y resuelve el misterio del Caso Hoffa». Sin embargo, la veracidad del libro, y las afirmaciones de que Sheeran asesinó a Hoffa y Joey Gallo, ha sido también desacreditada en varias publicaciones, pero usando teorías conspirativas sin base  e información basada sobre todo en chismes de gente que ha querido ser noticia criticando la información del libro.  El libro es la base de la película de 2019 El irlandés, dirigida por Martin Scorsese y protagonizada por Robert De Niro como Frank Sheeran y Al Pacino como Hoffa.

## Biografía
Frank Sheeran nació y creció en Darby, Pensilvania, un vecindario de clase trabajadora pobre en las afueras de Filadelfia. Era hijo de Thomas Francis Sheeran Jr., un pintor de casas de Filadelfia (1886–1968), y de Mary Agnes Hanson. Sheeran era de ancestros católicos-irlandeses por el lado de su padre y sueco por el lado de su madre. Tenía una talla de 6′ 4″ (1,93 m) y prestó servicio militar en el Ejército de Estados Unidos durante la Segunda Guerra Mundial.

## Segunda Guerra Mundial
Sheeran entró al ejército en agosto de 1941, realizando entrenamiento básico cerca de Biloxi, Misisipi, y fue asignado a la policía militar. Después del ataque a Pearl Harbor, se presentó como voluntario para entrenar en la Fuerza Aerotransportada de Fort Benning, Georgia. Después de que se dislocara el hombro, fue transferido a la 45.ª División de Infantería, conocida como "The Thunderbirds". Tras el 14 de julio de 1943, Sheeran fue enviado al norte de África.

### Período de servicio
Sheeran sirvió 411 días (una cantidad significativa de tiempo, cuando la media era de alrededor de 100 días). Su primera experiencia de combate fue durante la campaña italiana; incluyendo la invasión aliada de Sicilia, la invasión de Salerno y la Batalla de Anzio. Sirvió luego en los aterrizajes en Francia del sur y en la invasión de Alemania.

Sheeran añadió sobre su experiencia de guerra:
En total, estuve cincuenta días perdido como ausente sin permiso, principalmente bebiendo vino tinto y persiguiendo mujeres italianas, francesas y alemanas. Aun así, nunca me ausenté cuando mi unidad volvía al frente. Si no te presentabas cuando nuestra unidad volvía a combate nunca regresabas porque uno de nuestros propios oficiales te volaría la cabeza e incluso no tendría que decir que fueron los alemanes. Aquello era deserción frente al enemigo.

#### Crímenes de guerra
Sheeran recordó más tarde su servicio en la guerra como el momento en que desarrolló por primera vez insensibilidad hacia el asesinato. Sheeran afirmó haber participado en numerosas masacres y ejecuciones sumarias de  prisioneros de guerra alemanes, actos que violaban las normas de las Conferencias de La Haya de 1899 y 1907 y la Convención de Ginebra de 1929 sobre prisioneros de guerra. En entrevistas posteriores con Charles Brandt, dividió tales masacres en cuatro categorías:
1. Venganza por asesinatos en el fragor de la batalla. Sheeran le dijo a Brandt que, cuando un soldado alemán acababa de matar a sus amigos cercanos y luego intentaba rendirse, a menudo «lo enviaba al infierno también». Describió a menudo presenciar un comportamiento similar por parte de compañeros soldados.[10]
2. Órdenes de comandantes de unidad durante una misión. Cuando describió su primer asesinato para el crimen organizado, Sheeran recordó: «Fue como cuando un oficial te decía que llevaras a un par de prisioneros alemanes detrás de la línea y que 'te apresuraras' con ellos. Tenías que hacer lo que tenías que hacer».[12]
3. Represalias de Dachau y otros asesinatos de guardias de campos de concentración en represalia por los hechoa sucedidos en dichos campos.[10]
4. Intentos calculados de deshumanizar y degradar a los prisioneros de guerra alemanes. La unidad de Sheeran estaba escalando las montañas de Harz cuando se encontraron con una caravana de mulas de la Wehrmacht que transportaba comida y bebida por la ladera de la montaña. A las cocineras se les permitió irse sin ser molestadas, luego Sheeran y sus compañeros "comimos lo que quisimos y ensuciamos el resto con nuestros desechos". Luego, a los arrieros de la Wehrmacht se les dieron palas y se les ordenó "cavar sus propias tumbas poco profundas". Sheeran bromeó diciendo que lo hicieron sin quejarse, probablemente con la esperanza de que él y sus compañeros cambiaran de opinión. Los arrieros fueron fusilados y enterrados en los agujeros que habían cavado. Sheeran explicó que para entonces, "no dudó en hacer lo que tenía que hacer".[10]

### Baja y posguerra
Sheeran fue dado de baja del ejército el 24 de octubre de 1945. Más tarde recordó que fue «un día antes de mi vigésimo quinto cumpleaños, solo de acuerdo con el calendario». Al regresar de su servicio militar, Sheeran se casó con Mary Leddy, una inmigrante irlandesa. La pareja tuvo tres hijas, MaryAnne, Dolores y Peggy, pero se divorciaron en 1968. Sheeran se casó luego con Irene Gray, con quien tuvo una hija, Connie. Irene murió en diciembre de 1995.

## Crimen organizado
Cuando dejó el servicio militar, Sheeran se convirtió en camionero, pero ganaba dinero extra cometiendo delitos, incluidos asesinatos a sueldo. Debido a su perspicacia criminal, se convirtió en un asociado cercano de los jefes de la mafia Russell Bufalino y Angelo Bruno. Conoció a Bufalino en 1955, inicialmente haciendo entregas. Se sospechaba que Sheeran había sido el único responsable del asesinato de Joe Gallo en Umberto's Clam House el 7 de abril de 1972. Años después, el detective del caso de Gallo, Joe Coffey, confirmó que Sheeran fue el hombre que mató a Gallo porque el Departamento de Policía de Nueva York colgaba las llamadas telefónicas que trataban de venderles información sobre los "tres asesinos" que afirmaron haber matado a Gallo como prueba de integridad. Coffey dijo: «Nosotros (la policía de Nueva York) sabíamos que había sido un único individuo y que ciertamente no era italiano». La historia difundida fue que tres hombres italianos habían irrumpido en el local con armas de fuego y que habían matado a Gallo. Un testigo ocular de la noche del tiroteo confirmó que Sheeran había sido el asesino de Gallo. Aparentemente, Sheeran salió de un bar ubicado en Sharon Hill, Pensilvania, que estaba dirigido por Bill Distanisloa, un «soldado» de Angelo Bruno.

### Sindicato de Camioneros

#### Inicio
Bufalino puso a Sheeran en contacto con el presidente de la Hermandad internacional de camioneros Jimmy Hoffa. Hoffa, quien se convirtió en su amigo cercano, usó a Sheeran como guardaespaldas y sicario, incluyendo el asesinato de miembros de sindicatos rivales que amenazaban el territorio de la hermandad. Sheeran afirmó que en la primera conversación que tuvo con Hoffa por teléfono, Hoffa comenzó diciendo: "Escuché que pintabas casas", un código de la mafia para "escuché que matabas gente" (la "pintura" era sangre salpicada).

#### Desaparición de Hoffa
En el libro I Heard You Paint Houses: Frank "The Irishman" Sheeran and the Closing of the Case on Jimmy Hoffa (2004), el autor Charles Brandt afirma que Sheeran confesó haber matado a Hoffa. Según Brandt, Chuckie O'Brien condujo a Sheeran, Hoffa y al mafioso Sal Briguglio a una casa en el área metropolitana de Detroit. Afirmó que mientras O'Brien y Briguglio se marchaban, Sheeran y Hoffa entraron en la casa, donde Sheeran asegura que le disparó a Hoffa dos veces en la parte posterior de la cabeza. Sheeran dice que le informaron que Hoffa fue incinerado después del asesinato. Sheeran también confesó a otros periodistas que él mató a Hoffa. Se encontraron dos grupos de restos de sangre en el vestíbulo y en el pasillo central de la casa de Detroit donde Sheeran afirmó que ocurrió el asesinato. Una mancha en la parte inferior de las escaleras estaba lo suficientemente fresca como para extraer el ADN, pero se descubrió que no era de la sangre de Hoffa. Un rastro de sangre desde el vestíbulo, donde Sheeran dijo haberle disparado a Hoffa, hacia el pasillo central era consistente con la confesión de Sheeran, pero resultó ser demasiado viejo y degradado para extraer ADN. El sendero de sangre conducía a la cocina donde, en 1975, había una puerta que daba al exterior, de acuerdo con la confesión de Sheeran de que los "limpiadores" habrían sacado el cuerpo directamente por la parte trasera de la casa para que nadie pudiera ver cómo lo sacaban desde la calle.[cita requerida] El patrón de sangre aumentó el peso de la afirmación de que alguien había muerto en la casa y el cuerpo había sido arrastrado por el pasillo como Sheeran había dicho. La casa estaba ubicada a solo minutos del estacionamiento del restaurante donde se vio a Hoffa por última vez, pero aún no existe evidencia que vincule a Hoffa con la casa. De los 28 puntos de sangre encontrados en el hogar, solo dos dieron positivo para ADN. Teniendo en cuenta que Sheeran confesó que mató a Hoffa y que habían transcurrido casi 30 años cuando un equipo forense ingresó a la casa, es poco probable que se hayan encontrado rastros del ADN de Hoffa. [cita requerida]
El FBI aún continúa en sus intentos de conectar a Sheeran con el asesinato, volviendo a analizar la sangre y las tablas del piso con los últimos avances en medicina forense. En Riddle, un documental sobre la desaparición de Hoffa que se transmitió el 27 de noviembre de 2018 en Fox, el FBI respondió «sin comentarios» cuando se le preguntó acerca de sus últimas pruebas.

## Prisión
Sheeran fue juzgado junto con otras seis personas en julio de 1980 por cargos relacionados con sus vínculos con las empresas de arrendamiento laboral controladas por Eugene Boffa Sr. de Hackensack, Nueva Jersey. El 31 de octubre de 1980, Sheeran fue declarado culpable de 11 cargos de crimen organizado. Fue sentenciado a 32 años de prisión y finalmente cumplió 13 años de condena.

## Muerte
Sheeran murió de cáncer el 14 de diciembre de 2003, a la edad de 83 años, en Filadelfia. Fue enterrado en el Cementerio Holy Cross en Yeadon, Pensilvania.